# Rucphen
Rucphen és un municipi de la província del Brabant del Nord, al sud dels Països Baixos. L'1 de gener del 2009 tenia 22.496 habitants repartits sobre una superfície de 64,49 km² (dels quals 0,06 km² corresponen a aigua). Limita al nord amb Halderberge i Etten-Leur, a l'oest amb Roosendaal i al sud amb Zundert i Essen.

## Centres de població
- Sint Willebrord ('t Heike) (9.320 h)
- Sprundel (5.090 h)
- Rucphen (4.580 h)
- Zegge (2.210)
- Schijf (1.430)

## Ajuntament
- Rucphense Volkspartij 6 regidors
- VVD 5 regidors
- CDA 3 regidors
- PvdA 3 regidors
- Leefbaar Rucphen 2 regidors